# 普拉托多特维尔县
普拉托多特维尔县（法語：canton de Plateau d'Hauteville；2021年之前名为欧特维尔-洛讷县 (canton d'Hauteville-Lompnes)）是法国安省的一个县（省级选区），中央投票站位于普拉托多特维尔。该县涵盖了28个市镇。